# Linnamäe
Linnamäe är en ort i Estland. Den ligger i Oru kommun och landskapet Läänemaa, i den västra delen av landet, 80 km sydväst om huvudstaden Tallinn. Linnamäe ligger 19 meter över havet och antalet invånare är 460.
Terrängen runt Linnamäe är mycket platt. Runt Linnamäe är det glesbefolkat, med 20 invånare per kvadratkilometer. Närmaste större samhälle är Hapsal, 11,1 km sydväst om Linnamäe. Omgivningarna runt Linnamäe är en mosaik av jordbruksmark och naturlig växtlighet.